# 美国研究发展局
美国研究发展局，简称RDB，又译作美国研究发展委员会，是美国的一个政府部门，据1947年《国家安全法》第214节授权，于1947年9月30日在任命万尼瓦尔·布什博士为主席后正式宣告成立，隶属于国家军事机构。新成立的组织于1947年12月19日举行了第一次会议，当时所有成员的委任证均被被研发局接受。依据《美国国家安全法》授意，研发局的职责如下：
1、为军事行动准备一个完整的综合性研究和开发计划；
2、就有关国家安全的科学研究趋势和确保其持续发展提出建设性建议；
3、就军事部门之间协调研发提出建设性建议，并为实现共同利益的具体方案分配责任；
4、制定国家军事机构的政策，用于涉及国家军事机构以外机构的研究和开发事项；
5、考量研究与发展和战略之间的相互影响，并为参谋长联席会议成员提出建设建议；
6、履行美国国防部长可能指示的其他职责。
1947年12月18日，国防部长批准了研究发展局运行的职权范围的指令。研发局的前身是美国联合研究和开发委员会（简称JRDB），依据《国家安全法》，该委员会于1946年6月6日由美国战争部长以及美国海军直接领导，以协调美国海军战时指挥部的研究计划，并履行参谋长联席会议新武器装备联合委员会之职责，并逐步取代之。
在本质上，RDB的组织结构与JRDB相同，主要职责如下：
1、委员会和小组审议科学和武器技术等诸多领域的具体问题，通常来讲，委员会的宗旨是持续研究、评估、改进以及分配与国防工作的总体目标以及现有的和潜在的科学信息的存储等的研究和开发诸如此类的广泛的问题与方案， 人员和设备调整，促成在各自领域综合方案的制定。